# (7467) 1989 WQ1
(7467) 1989 WQ1 est un astéroïde de la ceinture principale aréocroiseur découvert en 1989.

## Description
(7467) 1989 WQ1 a été découvert le 25 novembre 1989 à Kushiro (Japon) par Seiji Ueda et Hiroshi Kaneda.

### Caractéristiques orbitales
L'orbite de cet astéroïde est caractérisée par un demi-grand axe de 1,65 UA, un périhélie de 1,44 UA, une excentricité de 0,13 et une inclinaison de 15,90° par rapport à l'écliptique. Du fait de ces caractéristiques, à savoir un demi-grand axe inférieur à 3,2 UA et un périhélie compris entre 1,3 et 1,666 UA, il croise l'orbite de Mars et est classé, selon la JPL Small-Body Database, comme astéroïde aréocroiseur (aréo venant de Arès).

### Caractéristiques physiques
(7467) 1989 WQ1 a une magnitude absolue (H) de 15,7 et un albédo estimé à 0,049.